# RZ-04-P1
RZ-04-P1 – amerykański kruszący materiał wybuchowy, mieszanina 80% oktogenu i 20% Vitonu A.